# Koorstraat (Alkmaar)
De Koorstraat is een winkelstraat in het centrum van de Nederlandse stad Alkmaar. De Koorstraat loopt vanaf de Kerkplein, Langestraat en de Sint Laurensstraat tot de Oudegracht, Lindegracht en Ritsevoort waar hij in overgaat. Deze straat is ongeveer 300 meter lang. Zijstraten van de Koorstraat zijn de Kerkstraat, Heul en de Laat.
Aan de Koorstraat bevinden zich tal van monumentale panden waaronder ook de voormalige Nederlandse Hervormde Kerk de Grote of Sint Laurenskerk op nummer 2 uit 1520. Nu is in deze voormalige kerk het centrum voor kunst, cultuur en maatschappelijke activiteiten gevestigd. Aan de Koorstraat bevindt zich ook de Burgemeester Wendelaarlantaarn.

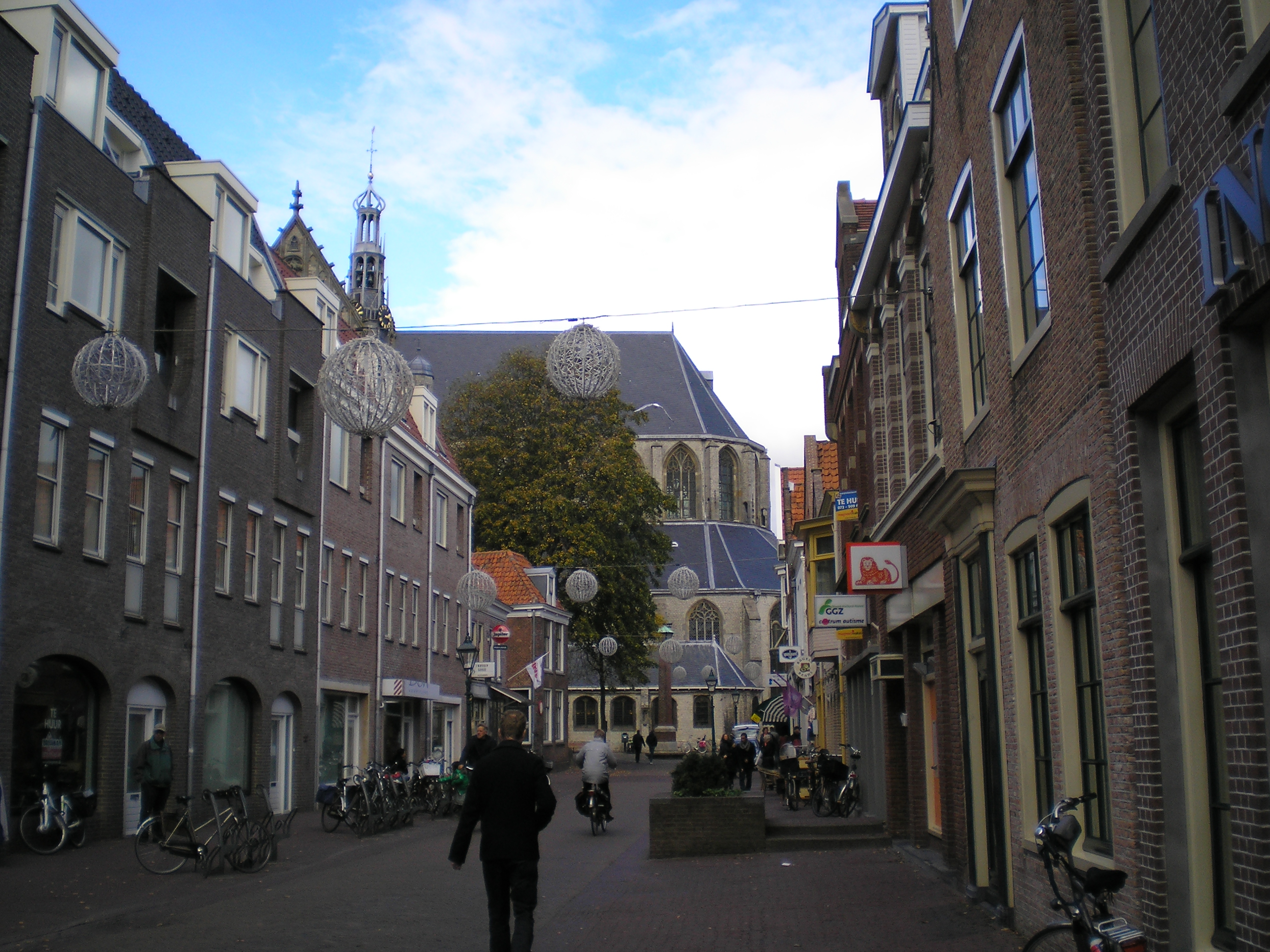
Koorstraat met de Grote of Sint-Laurenskerk
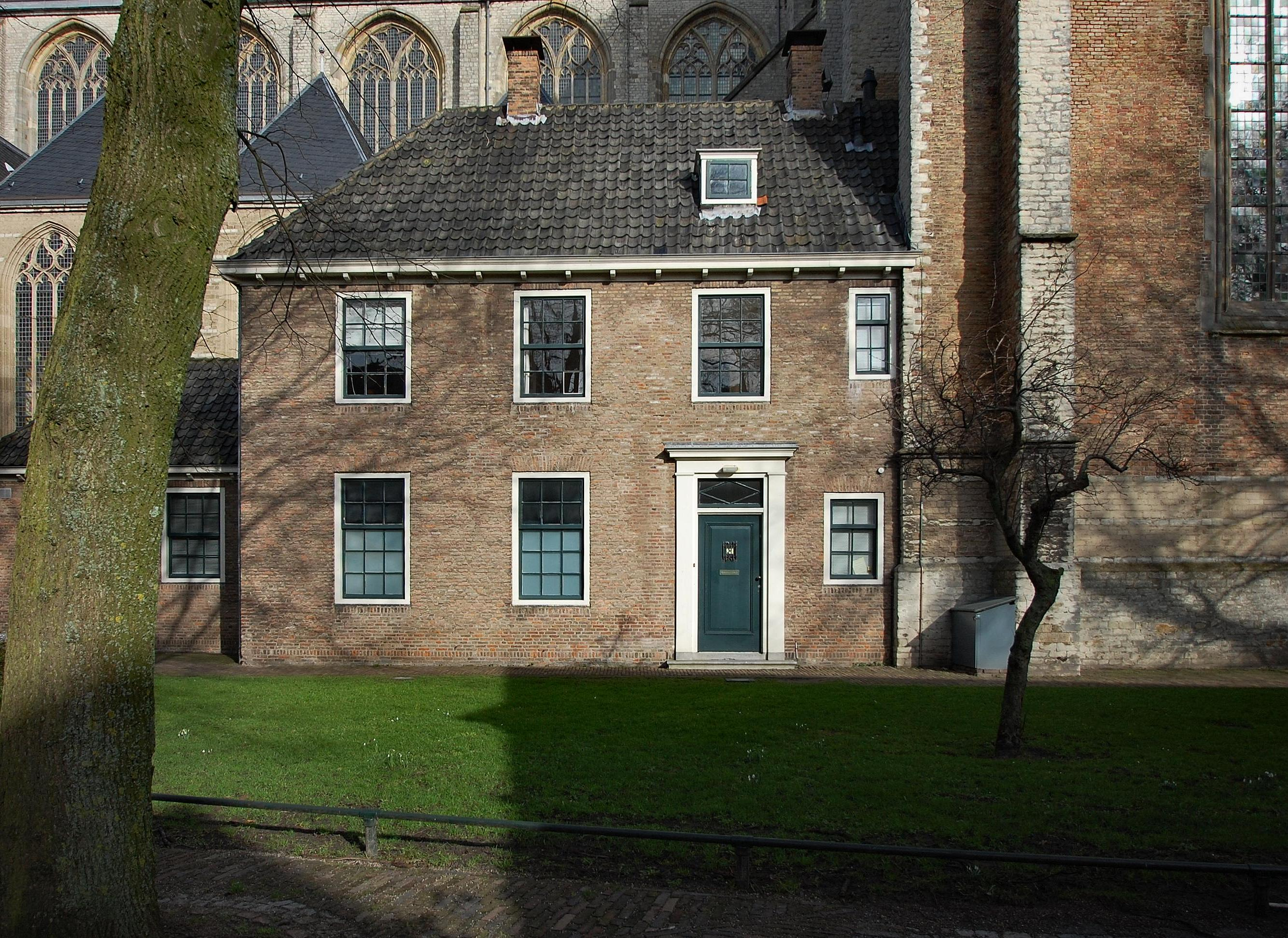
Koorstraat 6
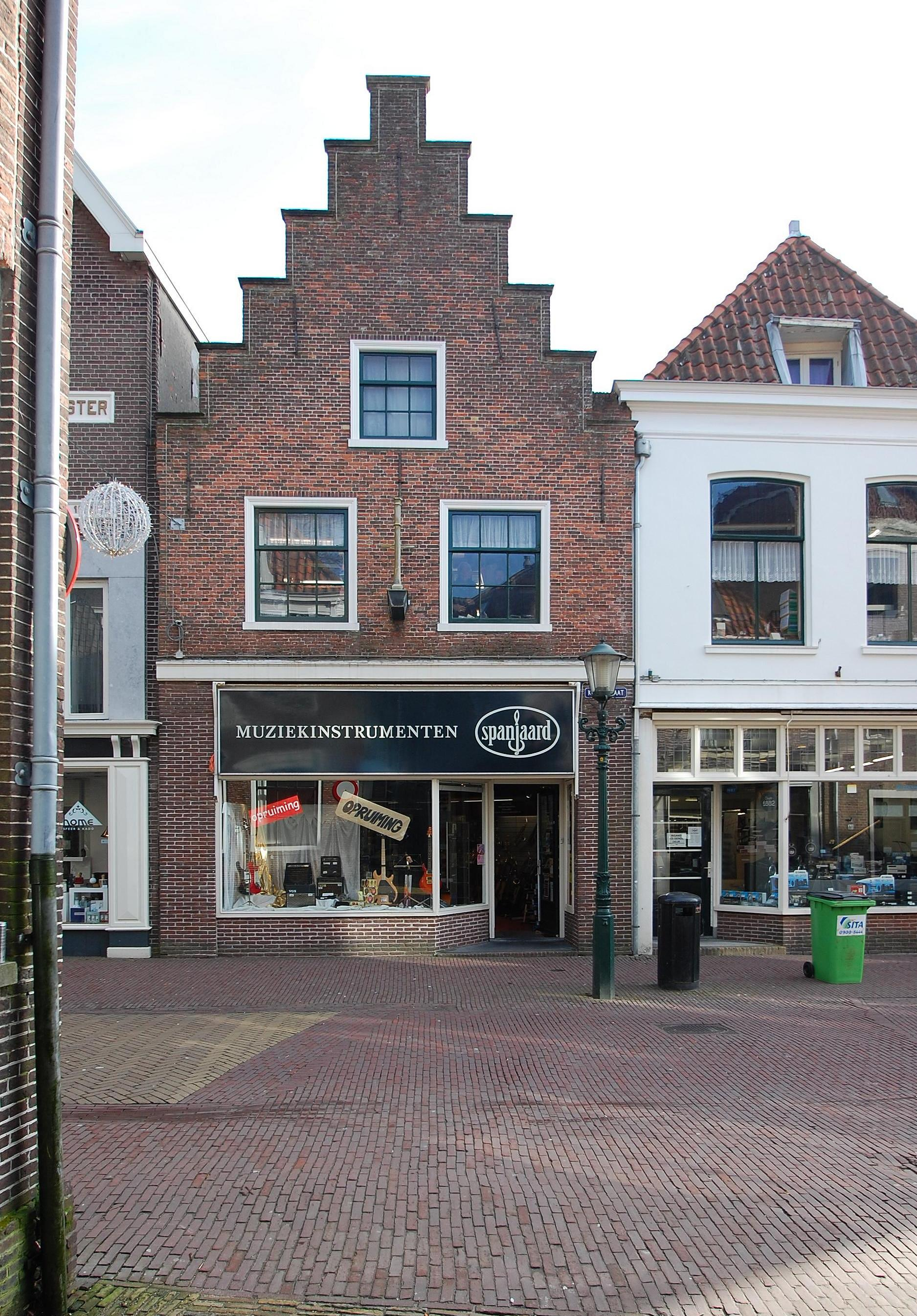
Koorstraat 23
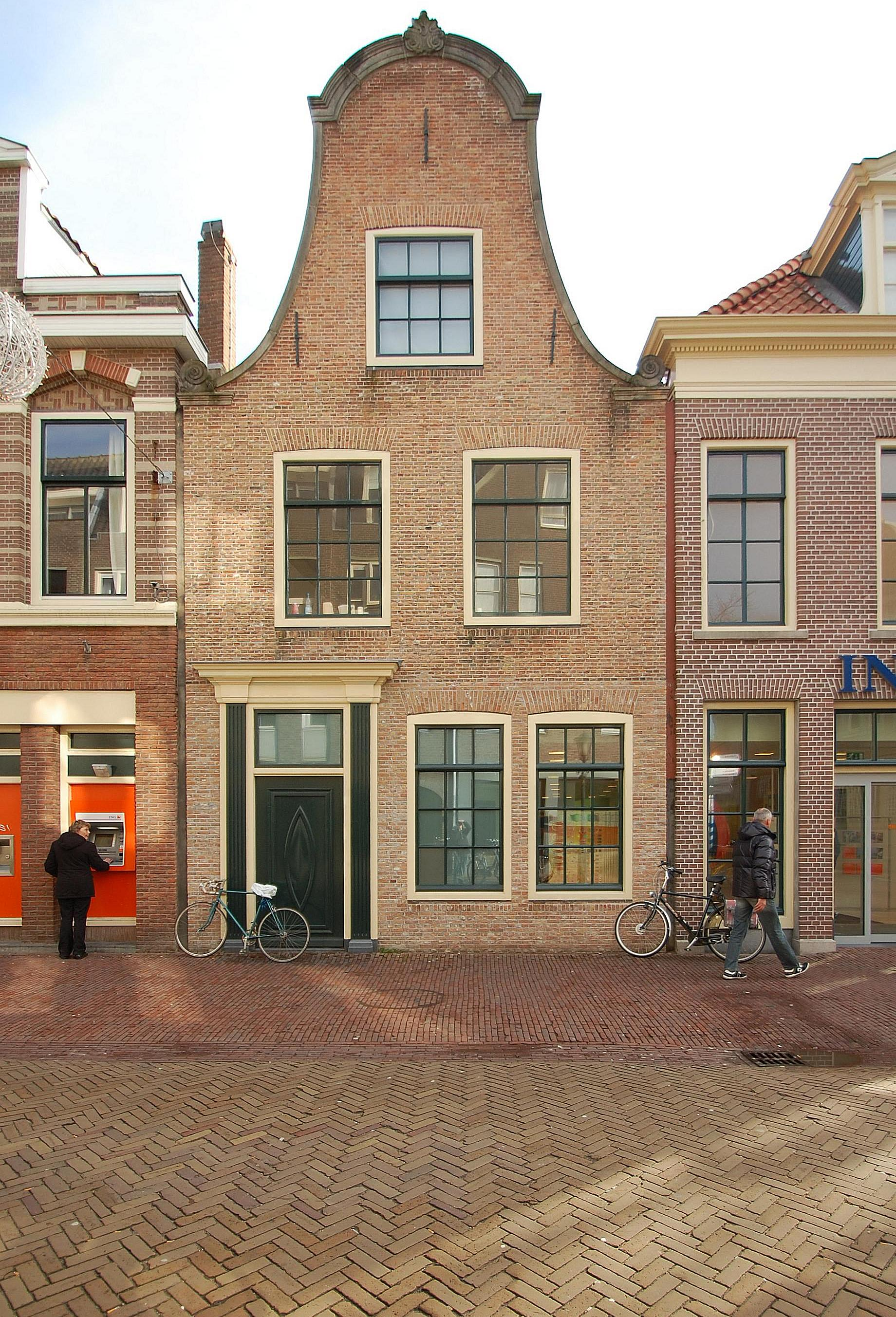
Koorstraat 39
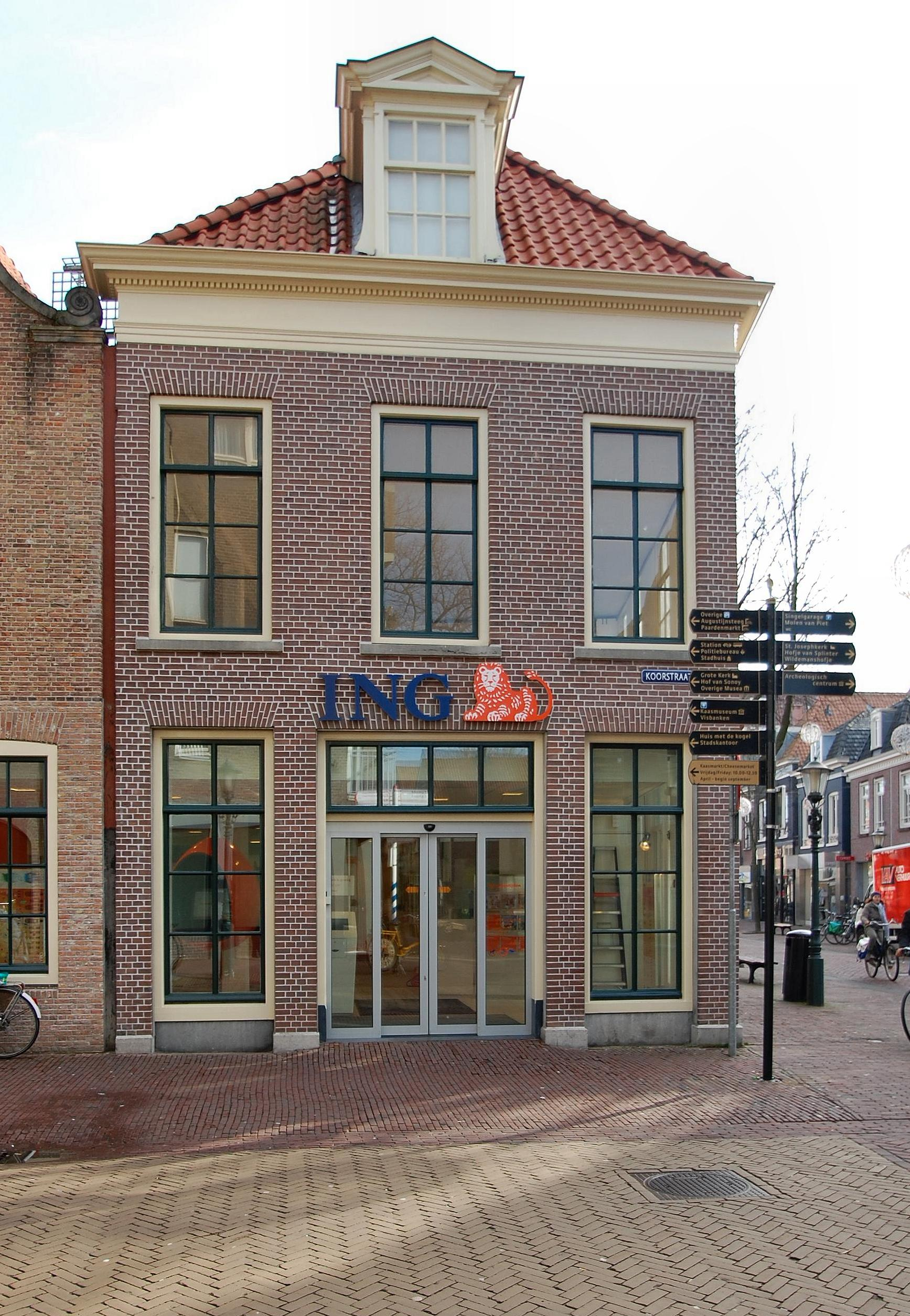
Koorstraat 41
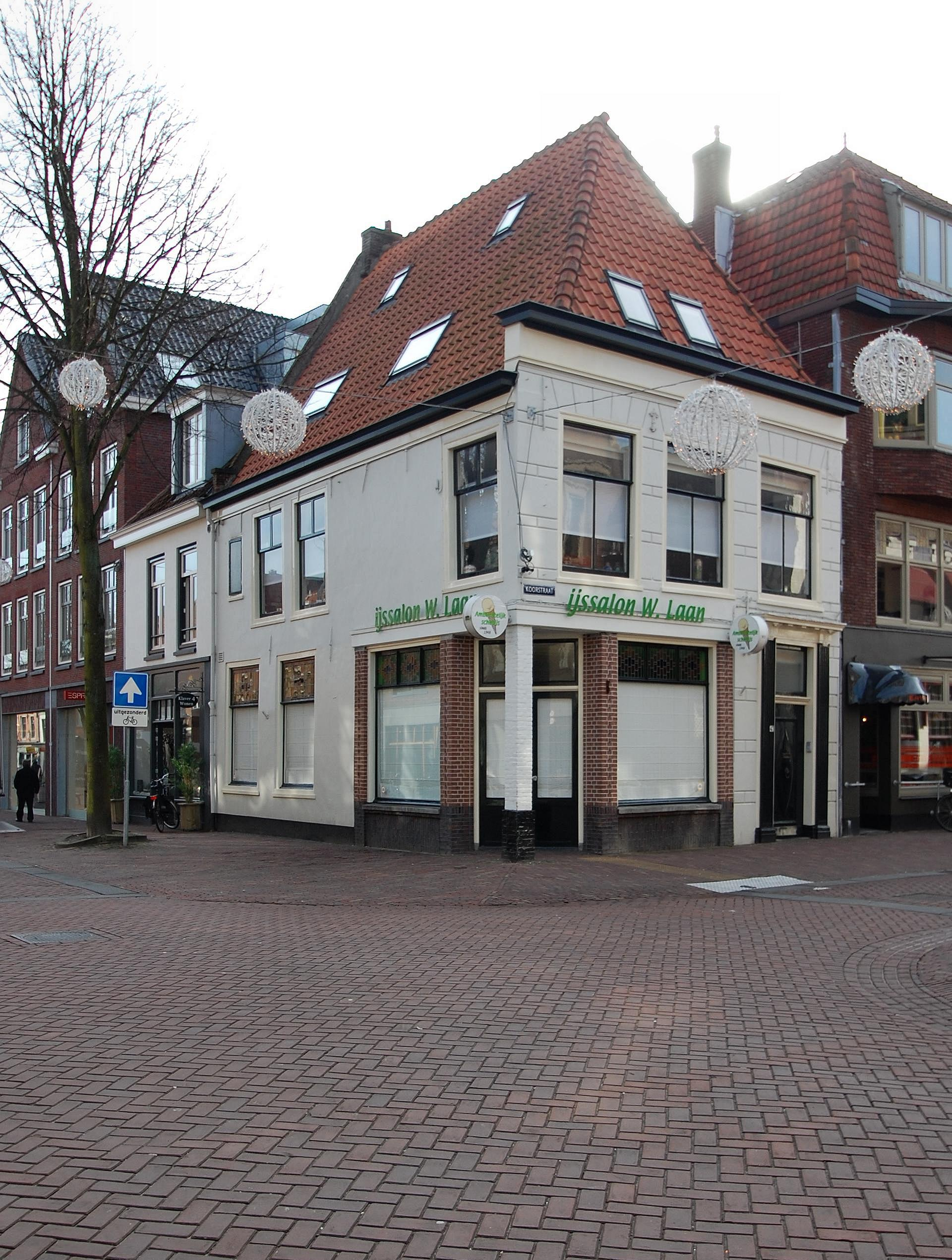
Koorstraat 45
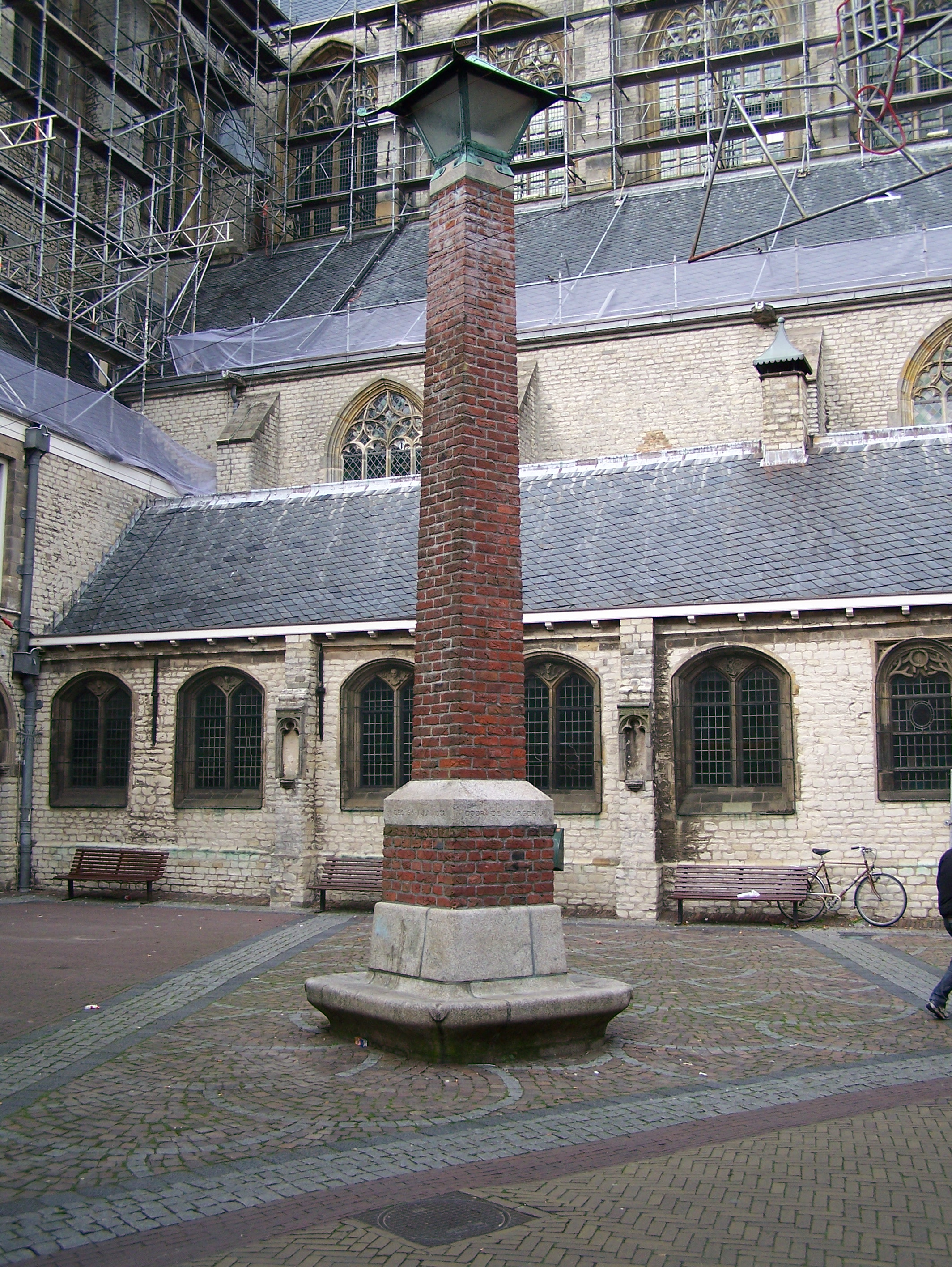
Burgemeester Wendelaarlantaarn
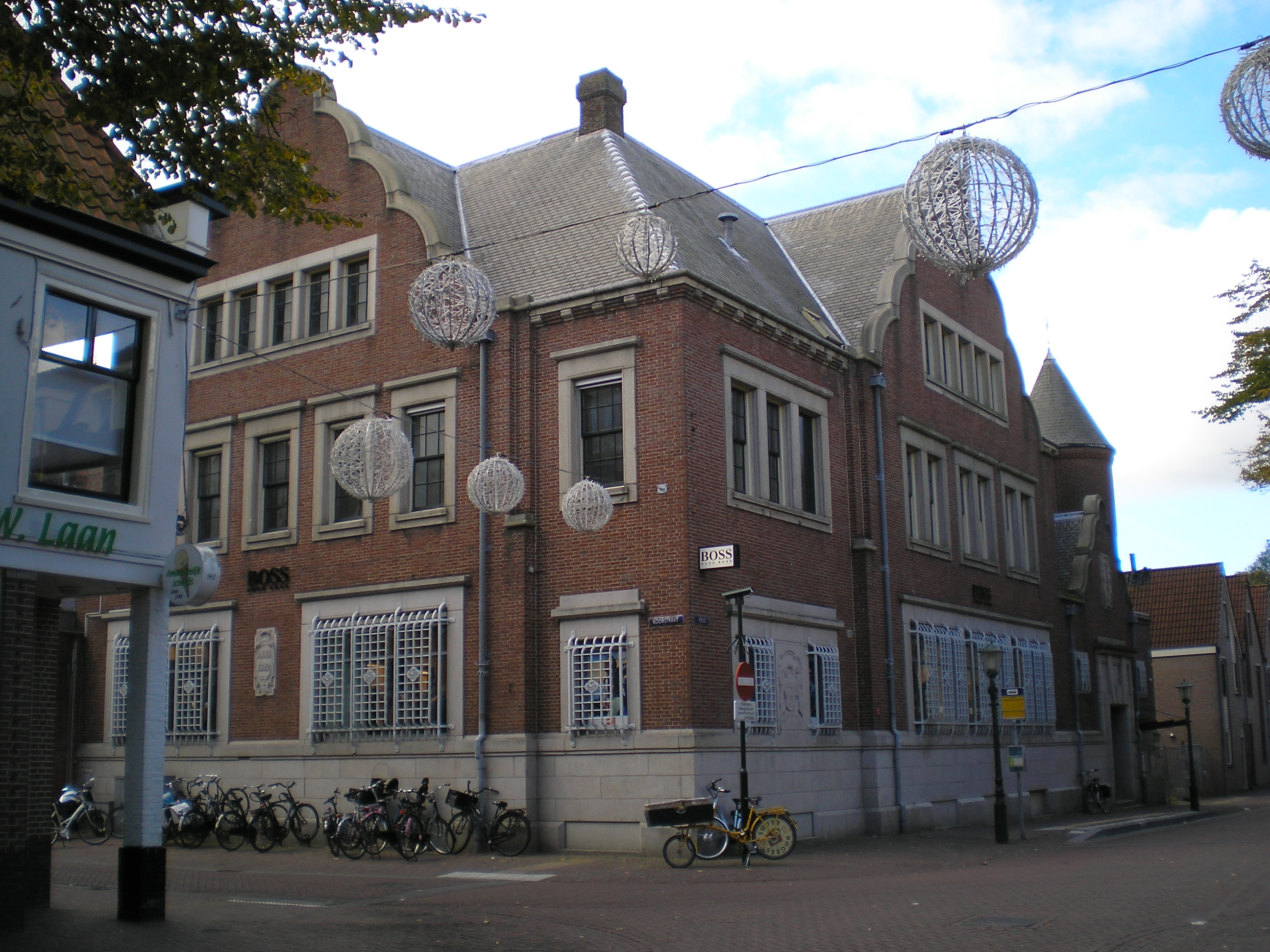
Koorstraat hoek Heul